# Шумейко, Александр Алексеевич
Шумейко, Александр Алексеевич (23 мая 1955, Днепродзержинске Днепропетровской области 26 октября 2021 ) — советский и украинский математик.

## Биографические вехи
Специалист в теории аппроксимации, доктор технических наук, профессор.
Учёную степень кандидата физико-математических наук защитил в 1983 (Некоторые экстремальные задачи теории приближения функций сплайнами).
Докторскую защитил в 2006 на тему: Методы и информационные технологии обработки данных, повышающие тактические и эксплуатационные характеристики систем управления специального назначения.
Ректор ИП «Стратегия» .